# Spletni forum
Splétni fórum, tudi razpravljálnica in splétne dvéri, je spletni prostor, kjer lahko uporabniki v obliki objavljenih sporočil sodelujejo v različnih razpravah. Forum se imenuje tudi web board ali oglasna deska. Od spletnih klepetalnic se razlikujejo po tem, da so  sporočila v spletnih forumih shranjena, od bloga pa  po tem, da blog navadno piše samo en uporabnik, ter da dovoljuje le odzive drugih, na forumu pa je vsem članom omogočeno sodelovanje ter odpiranje novih tem.

## Zgodovina
Moderni forumi izvirajo iz ‘oglasne deske’. S tehnološkega vidika pa so forumi spletne aplikacije za upravljanje uporabniško generirane vsebine.
Zgodnje internetne forume bi lahko opisali kot spletno različico elektronskega poštnega seznama ali novičarske skupine, ki je omogočal ljudjem objavljanje sporočil ter komentiranje na druga sporočila. Kasnejši razvoj je posnemal različne novičarske skupine ali posamezne sezname, ki je zagotavljal več kot en forum na določeno temo.
Forumi opravljajo funkcijo podobno kot dial-up sistemi za oglasne deske ter Usenet omrežja, ki so bila prvič ustvarjena v letu 1970. Zgodnji spletni forumi datirajo v leto 1994, z WIT projekt iz W3 konzorcija, in do tega časa je bilo ustvarjenih veliko alternativ.
Programski paketi forumov so pogosto dostopni na internetu. Le ti so dostopni v različnih programskih jezikih, kot so PHP (skriptni jezik, ki je še posebej primeren za razvoj spleta in je lahko vgrajen v HTML), Perl (skriptni jezik), Java (programski jezik, ki ga razvije Sun Microsystems) in ASP (okrajšava za 'Active Server Pages'- 'dejaven strežnik strani').  Konfiguracije in zapisi objav je mogoče shraniti v besedilne datoteke ali zbirko podatkov. Vsak paket ponuja različne funkcije, od najbolj osnovnih, ki omogočajo samo besedilne objave, do bolj naprednih paketov, ki ponujajo multimedijsko podporo in oblikovanje kode ( običajno poznano kot BBCode). Veliko paketov je mogoče enostavno integrirati v obstoječe spletne strani, da lahko obiskovalec komentira objave/članke.

## Struktura forumov
Forumi imajo hierarhično oz. drevesno strukturo, ki vsebuje na najnižjem koncu teme (običajno jih imenujemo niti) in znotraj njih objave. Forumi so organizirani v končno vrsto splošnih tem (z eno glavno temo oz. kategorijo), pisani in posodobljeni iz strani njenih članov ter urejene s strani moderatorjev.
Vsak forum ima lahko neomejeno število kategorij in tem. Kategorije bi lahko opredelili kot neko ogrado znotraj katere so določene tem pogovorov in sporočil. Kategorije omogočajo forumu, da določene teme zbere v mape oz. skupine.

### Glavni strukturni glavniki

#### Tema
Tema je zbirka objav prikazane od najstarejše do najnovejše, čeprav to lahko konfiguriramo (od najnovejše do najstarejše). Ko se presodi, da je tema zaključena, se le ta zaklene. V zaklenjeno temo ni več možno dodajati novih objav.

#### Objava
Objava je sporočilo, ki ga predloži uporabnik in vsebuje podatke o uporabniku ter datum in čas objave sporočila. Uporabnikom je dovoljeno urejanje ter brisanje svojega sporočila. Objave so vključene v teme, kjer se pojavljajo eno za drugo. Prva objava v temi se imenuje začetna objava oz. izvirna objava. Objave, ki ji sledijo so namenjene nadaljnji razpravi o njej oz. tej temi. Po navadi se ob objavi prikazujejo tudi podatki o uporabniku, ki jo je objavil. Večina forumov beleži oz. šteje uporabnikove objave. Uporabniki z višjim številom objav pogosto veljajo za bolj ugledne in kredibilne.

#### Zasebno sporočilo
Zasebno sporočilo je sporočilo, ki ga član pošlje enemu ali več članom. To sporočilo je vidno le pošiljatelju in naslovniku. Navadno se uporablja za osebne pogovore med člani.

### Uporabniki forumov
Uporabniki spletnih forumov se razlikujejo po uporabniških pravicah, ki so jim dodeljene.

#### Gost
Gost oziroma obiskovalec je izraz za anonimnega neregistriranega uporabnika foruma. Zanj je značilno, da ima najmanj dovoljenj. Tipično ima gost dostop do funkcij oziroma informacij, ki ne kršijo zasebnosti uporabnikov in ne morejo spremeniti baze podatkov, na primer bere lahko posamezno temo (ne vsake – nekatere so le za člane), ne more pa dodati svojega komentarja (objave) ali pa pogledati osebnih podatkov članov foruma.

#### Član
Član je izraz za registriranega uporabnika foruma. Član že ima dovoljenja za ustvarjanje tem, pisanje objav v skoraj vseh temah (razen v zaklenjenih), spreminjanje svojih objav (tujih ne), ogled osebnih profilov ostalih uporabnikov ter pisanje zasebnih sporočil le tem. Velikokrat so člani tudi rangirani znotraj svoje uporabniške skupine, včasih preko sistema za ocenjevanje tujih postov, po navadi pa le preko števila napisanih objav, kar pa lahko vodi v veliko število nepomebnih objav, saj si nekateri člani le želijo povečati svoj rang. Nekateri forumi so temu v izogib slednje ukinili, saj s tem želijo povečati kvaliteto posameznih objav in posledično celotnega foruma.

#### Moderator
Moderatorji so uporabniki, katerih naloga je, da dan za dnem bdijo nad dogajanjem v forumu, ki jim je dodeljen. Poleg tega imajo pravico urejanja in brisanja objav, zaklepanja, odklepanja, premikanja, brisanja in deljenja tem forumov, ki jih moderirajo. Poskrbeti morajo, da uporabniki z objavami ne zaidejo izven teme, zaradi katere je bila ta ustvarjena ter za to, da se objave z žaljivo in neustrezno vsebino čim prej odstranijo. Tudi moderatorji so lahko med seboj rangirani, po navadi le prek števila forumov oziroma sekcij, ki jim je dodeljeno. Moderatorji, ki jim je dodeljen moderatorski dostop do vseh forumov, se večinoma imenujejo supermoderatorji (včasih globalni moderatorji).

#### Administrator
Administrator je uporabnik, ki ima najvišjo stopnjo kontrole nad celotnim forumom (nastavitev pravic, nadzor nad uporabniki, kreiranje uporabniških skupin, določanje moderatorjev, ...). Prav tako vključuje vse pravice moderatorjev posameznih forumov. Skrbijo tudi za tehnično podporo foruma, izgled ter samo funkcionalnost foruma.

### Najbolj pogoste funkcije
- Osebni podpis: To je tekst, ki se samodejno doda na konec vsake uporabnikove objave.
- Čustveni simboli: Z njihovo pomočjo pisatelj prikaže svoje razpoloženje in s tem bralcu pomagajo razumeti “golo” besedilo. Sestavljeni so iz zaporedja ločil, črk ali številk.

## Pravila obnašanja
S prijavo na forumu, vsak član soglaša, da se bo ravnal po njegovih pravilih. Ob neupoštevanju le-tih ima administrator pravico (po predhodnem opozorilu), da članu glede na težo kršitve omeji ali prepreči uporabo foruma. 
- Prepovedano je žaljenje, preklinjanje ali spodbujanje k rasni, verski ali kakršnekoli drugi nestrpnosti
- Za vsa objavljena sporočila na forumih so uporabniki odgovorni sami
- Vsak uporabnik ima lahko le en uporabniški račun, registriranje več uporabniških imen ni dovoljeno
- Vsak obiskovalec foruma ima pravico do svojega mnenja, zaželeno je, da le to tudi argumentira
- Smetenje, prevelika uporaba smeškov in velikih črk ( KRIČANJE ) je prepovedana
- Kakršnekoli oblike oglaševanja v objavljenih prispevkih so prepovedane ( razen z dovoljenjem administratorja)
- Prepovedano je oglaševanje, prikazovanje in iskanje pornografskega materiala

## Sorodne teme
- BBS
- Spletna klepetalnica
- Družabna programska oprema